# Baharli (Aghdam)
Pour l’article homonyme, voir Baharli (Zangilan).
Baharli est un village de la région d'Agdam en Azerbaïdjan.

## Éducation
Il y a une école secondaire dans le village de Baharli.

## Population
Selon les statistiques de 1886, la population du village est de 137 personnes.